# Antraknoza ziemniaka
Antraknoza ziemniaka (ang. anthracnose of potato), w niektórych opracowaniach wraz z antraknozą pomidora traktowana jako antraknoza ziemniaka i pomidora – choroba roślin należąca do grupy antraknoz wywołana przez Colletotrichum coccodes. Choroba powszechnie występuje w uprawach ziemniaków powodując obniżenie plonu. W Polsce szczególnie nasila się w latach z ciepłą i suchą pogodą.

## Objawy
Liście zółkną, więdną i obumierają. Kora korzeni, podstawy łodygi oraz stolonów ziemniaka brunatnieje, gnije i oddziela się od drewna, to zaś często zmienia barwę na jasnofioletoworóżową. Na łuszczącej się korze, a czasami także na drewnie oraz na powierzchni bulw ziemniaka pojawiają się bardzo małe sklerocja o średnicy 0,1–0,5 mm. Na liściach i pędach podczas deszczowej pogody rozwijają się różowe acerwulusy, w których wytwarzane są zarodniki konidialne.

## Epidemiologia
Patogen przezimowuje w sklerocjach i grzybni na pozostałych w ziemi resztkach porażonych roślin. Wytwarzane w acerwulusach zarodniki roznoszone są przez krople deszczu, lub podczas podlewania roślin. Podziemne części roślin infekują zwłaszcza podczas ciepłej i suchej pogody, nadziemne natomiast podczas opadów deszczu oraz jesienią, gdy występują duże różnice temperatur między dniem i nocą, sprzyjające długotrwałemu utrzymywaniu się rosy. Na owocach pomidorów strzępki patogenu wrastają pod kutykulę skórki, początkowo jednak nie wywołują żadnych objawów. Dopiero podczas dojrzewania owoców następuje stymulacja grzybni, która przerasta wnętrze owoców powodując na ich powierzchni charakterystyczne objawy.

## Ochrona
Zintegrowany program ochrony przed tą chorobą obejmuje następujące działania:
- przestrzeganie 3–4-letniego zmianowania w uprawie pomidorów i ziemniaków na tym samym polu
- w uprawie pod osłonami używanie podłoża zdezynfekowanego termicznie lub chemicznie
- używanie sadzeniaków ziemniaka wolnych od patogenów
- zaprawianie sadzeniaków ziemniaka. Zaprawa używana przy rizoktoniozie ziemniaka niszczy również sklerocja Colletotrichum coccodes[3][4].